# Aviador Dro
 (juillet 2018).
Si vous disposez d'ouvrages ou d'articles de référence ou si vous connaissez des sites web de qualité traitant du thème abordé ici, merci de compléter l'article en donnant les références utiles à sa vérifiabilité et en les liant à la section « Notes et références ».
Aviador Dro, ou El Aviador Dro y sus Obreros Especializados (nom complet), est un groupe de synthpop espagnol, originaire de Madrid. Il est formé en 1979, et rattaché à la Movida. Son nom est un hommage au poème tragique en trois actes du compositeur futuriste Francesco Balilla Pratella intitulé El Aviador Dro (1915).
Le groupe, mené par le chanteur et claviériste Servando Caballar, est un pionnier de l'electro pop en Espagne, dans la lignée de groupes emblématiques comme  Kraftwerk ou Devo. Parmi leurs succès on peut distinguer Programa en Espiral, Nuclear sí, Selector de Frecuencias, La Chica de Plexiglás ou Amor industrial.
Le groupe est le fondateur de D.R.O (Discos radioactivos organizados), le plus important label indépendant espagnol des années 1980, qui influencera notablement la production nationale de la décennie. « Nous sommes le premier pas vers l'homme-machine. »

## Biographie

### Débuts (1977-1979)
Dès 1977, Biovac N, Sincrotron, Placa Tumbler, Derflex Tipo IARR et Fox Cycloide lancent divers fanzines littéraires à l'institut Santamarca de Madrid. Biovac et Sincrotron sont fascinés par les avant-gardes artistiques du début du XXe siècle : dadaïsme, surréalisme et futurisme. La même année, Biovac et Fox fondent Alex y los Drugos, groupe inspiré par les formations punk qui prolifèrent alors dans la scène musicale underground.
En 1979, Biovac N et Sincrotrón forment Holoplástico et passent une annonce pour recruter de nouveaux membres intéressés par des groupes de musique électronique (Kraftwerk, Devo, Ultravox) et des groupes de rock allemand comme La Düsseldorf ou Neu! ; 32 32 et Multiplexor y répondent et assimilent les concepts du groupe (« sens de la vie systématisée »). Ils sont rejoints par Placa Tumbler, Derflex Tipo IARR et El Hombre Dinamo pour former la première déclinaison de El Aviador Dro y sus Obreros Especializados.

### Années 1980–1990
Le groupe commence à jouer dans divers espaces artistiques locaux ; Biovac invente le terme de « techno pop » pour qualifier leur musique. Au cours de sessions d'enregistrement, le groupe connaît une première rupture ; Sincrotron, 32 32 et Multiplexor s'en vont fonder Esplendor Geométrico, qui prendra une direction plus expérimentale, proche du courant industriel. Biovac, Derflex et Placa Tumbler font appel au chanteur d'Alex y los Drugos, Fox Cycloide ; ils sont rejoints par CTA 102 et Metalina et commencent à multiplier les concerts, au cours desquels ils utilisent de nombreux ustensiles (sprays, sacs plastiques, objets électroménagers... ) ; Equis les rejoint ensuite à la guitare.
En 1982, le groupe publie les deux maxis La Chica de Plexiglás et La Visión  et un premier LP, Alas Sobre el Mundo, sort en 1982. Ils sont aidés par Jesús N. Gómez qui leur avance les frais d'enregistrement dans son studio Doublewtronics. Arcoiris, ancien membre de Los Iniciados, intègre le groupe. Aucun label n'étant prêt à signer avec eux, ils fondent en 1982 le label D.R.O pour éditer leurs propres disques. Le label rencontre rapidement le succès en éditant des groupes phares de la scène indépendante espagnole comme Siniestro Total, Glutamato Ye-Yé, Gabinete Caligari, Loquillo, Los Nikis, Nacha Pop, et Alphaville, et devient le premier label indépendant espagnol ; entre le milieu des années 1980 et le début des années 1990 le label saura même s'impliquer dans la distribution des jeux vidéo, alors en pleine explosion en Espagne.
Le groupe connaît son premier succès commercial et radiophonique avec Selector de frecuencias. En 1983, il publie Síntesis, un double album concept qui inclut les disques Tesis et Antítesis, ainsi qu'un livret intitulé Síntesis de la revolución dinámica. Le groupe est à l'apogée de son activité scénique. le groupe joue dans toute l'Espagne et son « réseau organisé de mutants » (Red Organizada de Mutantes), rassemblant des fans en quête de futur, connaît un grand développement.
En 1985 le groupe publie Cromosomas Salvajes ; Discos Radioactivos devient un phénomène de l'industrie discographique espagnole. Fox Cycloide et Derfex Tipo IARR quittent le groupe et Biovac devient le chanteur principal de la formation. En 1986 sort Ciudadanos del Imperio ; REP (ex-membre d'Alphaville) et Laser 2.000 (frère de Derflex) prêtent assistance au groupe pendant les concerts ; le groupe joue en première partie de David Bowie et des Stranglers.
En 1986 encore Aviador Dro publie Ingravidez ; face à l'ampleur du succès remporté et à cause de divergences sur les objectifs à suivre, Biovac et Arcoiris quittent le groupe. REP devient un membre permanent et Genocyber F15 (Mario Gil, des groupes Paraíso et La Mode) se joint à la formation. Biovac et Arcoiris fondent un nouveau label : La Fábrica Magnética, qui publiera notamment des disques pour Seguridad Social et Surfin' Bichos.
En 1991 sort Trance ; en 1994 le groupe enregistre à grands frais l'un de leurs concerts, censé donner lieu à leur premier album live mais la fermeture de La Fábrica Magnética empêche son lancement et paralyse les activités du groupe jusqu'en 1997, où est enfin publié Cyberiada. En 1999, le groupe sort Opera Científica et effectue la tournée Genoma Tour. Genocyber et REP quittent le groupe par manque de temps et sont remplacés par ATAT (clavier, guitare, programmation) et Nexus à la percussion électronique. Cette nouvelle déclinaison du groupe s'avérera la plus stable et est encore en place aujourd'hui.

### Années 2000–2010
Le groupe publie encore d'autres albums et réalise en 2003 sa première tournée hors d'Espagne, le Radiactivo Tour, avec plusieurs concerts en Allemagne, suivie en 2004 de Confía en tus Máquinas, l'une de ses plus importantes tournées. En 2005, le groupe effectue une tournée Nuclear Siempre au Mexique, puis effectue l'année suivante de nombreux concerts aux États-Unis à l'occasion de l'Eléctrico Tour.
En 2007, Aviador Dro édite chez Subterfuge le CD Candidato Futurista, disque thématique incluant « onze discours politiques dansants » (once discursos políticos bailables).

## Membres

### Première période (1979-1980)
- Sincrotón (Arturo Lanz) - chant
- Biovac N (Servando Carballar) - chant, chœurs, orgue, synthétiseurs, programmation.
- 32-32 (Juan Carlos Sastre) -guitare
- Multiplexor (Gabriel Riaza) - chœurs, basse
- Hombre Dinamo (Andrés Noarbe) - boîte à rythmes
- Placa Tumbler (Manuel Guío) - chœurs, claviers, Vocoder
- Derflex Tipo IARR (Alberto Flórez Estrada) -chœurs, batterie électronique

### Seconde période (1980-1982)
- Fox Cicloide (Andrés García) - chant
- Biovac N (Servando Carballar)
- X (Jose Antonio Gómez Sáenz) - guitare
- Placa Tumbler (Manuel Guío)
- Derflex Tipo IARR (Alberto Flórez Estrada)
- CTA 102 (Alejandro Sacristán) - esthétique informative
- Metalina 2 (Mª Jesús Rodríguez) - esthétique informative, informations et données
- Cyberjet (Miguel Ángel Gómez Sáenz) - son live

### Troisième période (1982-1986)
- Fox Cicloide (Andrés García)
- Biovac N (Servando Carballar)
- X (Jose Antonio Gómez Sáenz)
- Arcoiris (Marta Cervera) - esthétique informative
- Placa Tumbler (Manuel Guío)
- Derflex Tipo IARR (Alberto Flórez Estrada)
- CTA 102 (Alejandro Sacristán)
- Metalina 2 (Mª Jesús Rodríguez)
- Cyberjet (Miguel Ángel Gómez Sáenz)

### Quatrième période (1986-1988)
- Biovac N (Servando Carballar)
- X (Jose Antonio Gómez Sáenz)
- Arcoiris (Marta Cervera)
- Láser 2000 (Juan Flórez Estrada) - guitare
- REP (Juan Antonio Nieto) - batterie
- Cyberjet (Miguel Ángel Gómez Sáenz)

### Cinquième période (1988-1999)
- Biovac N (Servando Carballar)
- Arcoiris (Marta Cervera)
- Genocyber F15 (Mario Gil) - claviers
- REP (Juan Antonio Nieto)

### Sixième période (depuis 1999)
- Biovac N (Servando Carballar)
- Arcoiris (Marta Cervera)
- ATAT (Ismael Contreras) - claviers, guitare
- Nexus (Jerónimo Ugalde) - batterie

## Discographie

### Albums studio
- 1982 : Alas sobre el mundo
- 1983 : Tesis
- 1983 : Síntesis: La producción al poder
- 1985 : Cromosomas Salvajes
- 1986 : Ciudadanos del Imperio
- 1988 : Ingravidez
- 1991 : Trance
- 2001 : Mecanisburgo
- 2004 : Confía en tus máquinas
- 2007 : Candidato Futurista
- 2012 : La Voz de la Ciencia

### EP, maxis et singles
- 1980 : La chica de Plexiglás
- 1981 : La visión
- 1982 : Nuclear si
- 1982 : Selector de frecuencias
- 1982 : Programa en espiral
- 1983 : Pretérito perfecto
- 1983 : Amor industrial
- 1983 : Baila la guerra
- 1984 : Vortex
- 1985 : El color de tus ojos al bailar
- 1985 : Himno aéreo
- 1985 : La ciudad en movimiento
- 1986 : La única solución es la venganza
- 1987 : Voy a despegar
- 1988 : Corazón artificial
- 1988 : Picnic en Formalhaut
- 1991 : Vivir para morir
- 1992 : Alter Ego
- 1994 : Pálida
- 1997 : Nestor el cyborg
- 2001 : Inteligencia artificial
- 2003 : Radiactivo Tour In Deutschland
- 2004 : Ultimátum a la Tierra
- 2007 : Aviador Dro vs Mystechs: El Combate del Siglo
- 2009 : Otro mundo mejor

### Compilations
- 1987 : Grandes éxitos
- 1988 : Hacia las estrellas
- 1990 : Héroes de los 80
- 1992 : Primer Aliento
- 1997 : Cyberiada
- 1998 : Materia Oscura
- 1999 : Opera Científica
- 1999 : Vano Temporal
- 2001 : Todos sus Singles y EP's 1982-1998
- 2005 : Nuclear siempre
- 2006 : ¡Eléctrico! The Best of El Aviador Dro 1978-2006
- 2009 : Yo, Cyborg
- 2015 : Otros Mundos, Otras Estrellas (1979-1982)